# Provincia de Zamboanga
La provincia de Zamboanga (Lalawigan ng Zamboanga) fue  una división administrativa histórica creada en las islas Filipinas durante el período de dominación norteamericana del archipiélago. Fue creada el año 1914 y se mantuvo tras la independencia hasta el año de 1952.
Se encontraba situada al oeste de la isla de Mindanao y comprendía las islas situadas entre el mar de Joló y el mar de Célebes.
Su capitales fueron Zamboanga (1914-1942), Dipolog (1942-1948) y Molave (1948-1952).

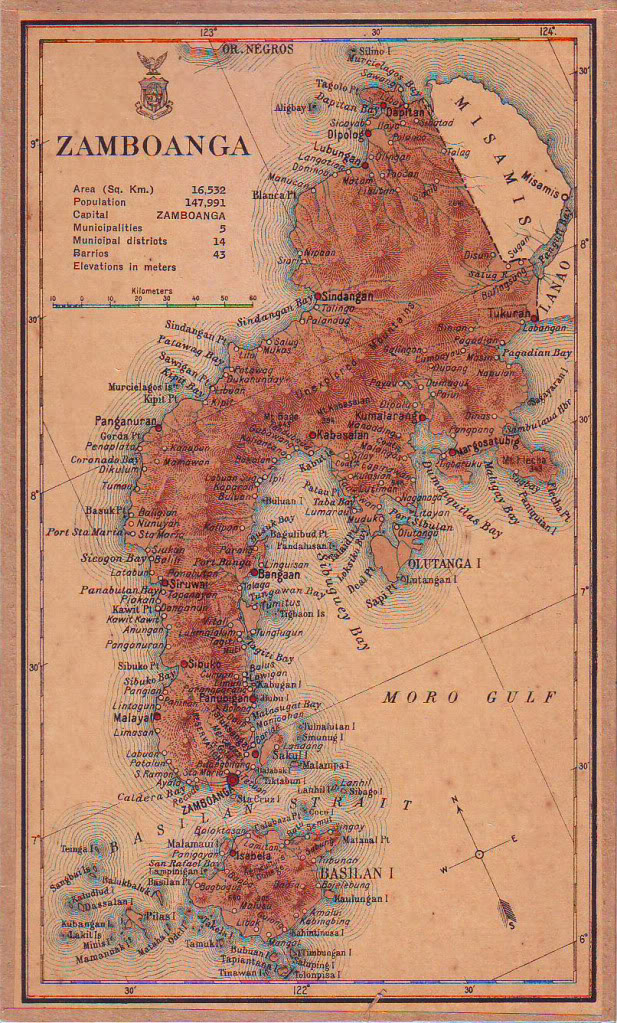
Provincia de Zamboanga en 1918.

A principios del siglo XX la isla de Mindanao se halla dividida en siete distritos militares, de los cuales el antecedente directo a esta provincia fue el Distrito 1º de Zamboanga.